# Hyostomodes extrusilinea
Hyostomodes extrusilinea là một loài bướm đêm trong họ Geometridae.